# Písmo

Přehled písma po světě

Písmo podle směru zápisu

Písmo se používá na vizuální zápis jazyka standardizovanými symboly. Nejstarší typy písma jsou piktogramy nebo ideogramy. Většina písem může být rozdělena do 3 kategorií: logografické (slovní), sylabické (slabičné) a alfabetické (abecední). Obecné slovo pro symboly v písmu je grafém (znak). Písmeno (též Glyf) je grafická reprezentace znaku. Glyfy většiny písem tvoří linie (čáry) a proto se nazývají lineární (čárové), ale existují i glyfy nelineárních písem tvořené jinými typy značek.

## Historie

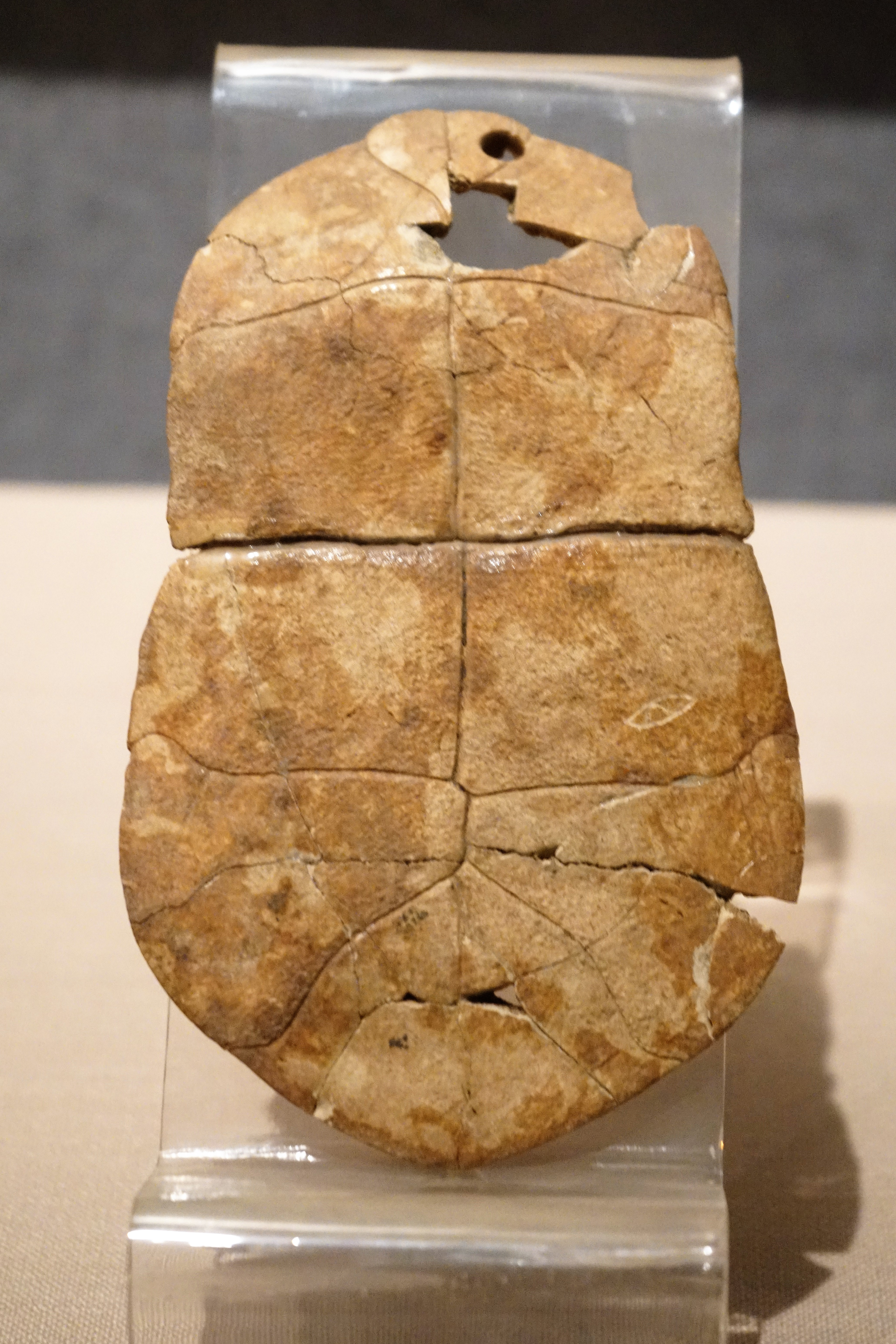
Džia-chu symbol na krunýři – příklad z 16 nalezených znaků.

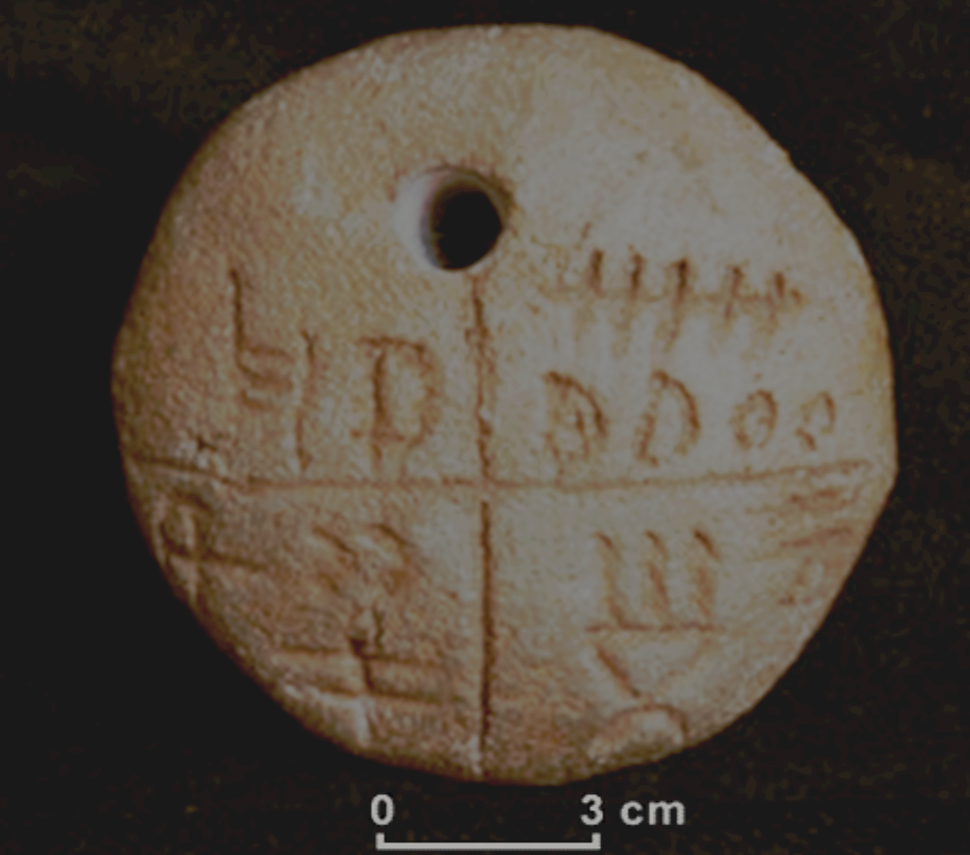
Tabulka z Tărtăria (Săliștea) s vinčanskými znaky

Písmu předchází paleolitické záznamy počtu (například vlčí radius) či snad i symbolů pomocí zářezů. Jeskynní malířství patrně obsahuje vyobrazení počtů měsíců (čárkami či tečkami) a protopísmo.
Nejstarší znaky, které by mohly být písmem (nebo také jen protopísmem), jsou symboly na želvích krunýřích nalezených v Džia-chu (Jiahu) v provincii Che-nan v Číně a jsou datované do 7. tisíciletí před naším letopočtem. Podle některých znalců je možné je spojovat s pozdějšími nejstaršími čínskými hieroglyfy na věšteckých kostkách Džia-ku-wen (Jiaguwen) z 2. tisíciletí př. n. l. a čínské písmo by tak bylo vůbec nejstarší písmo na světě, bez dosavadní výhrady nejstaršího dosud užívaného písma. Symboly však nevykazují zápis písma. Ovšem mladší neolitické znaky, které jsou pravděpodobněji písmem, byly v Číně nalezeny na více místech (Dadiwan, Damaidi, Banpo). Byť jde často o osamocené znaky.
V současnosti je za nejstarší známé písmo či protopísmo euroasijskoafrické oblasti považováno dunajské písmo kultury Vinča (vinčanské znaky) nalezené v Rumunsku, datované do 6. tisíciletí př. n. l. Bylo rozeznáno již asi 230 znaků. Podle některých odborníků jsou podobné (tvarem i zářezy) znakům Urucké kultury v Mezopotámii. Také zde jsou v blízkosti mladší nálezy údajného písma (například Dispilio v Řecku či Градешница v Bulharsku).
Další známé zaniklé písmo bylo logofonetické klínové písmo, které vzniklo z piktogramů u Sumerů koncem 4. tisíciletí př. n. l. (teprve později se stávalo více fonetickým). Nejstarší známý alfabetický nápis byl objeven v hrobě v Sýrii v Umm-el Marra, pochází z roku 2400 př. n. l. (mladší doba bronzová).
Logofonetické písmo pocházející ze Starověkého Egypta (egyptské hieroglyfy, 1900 př. n. l.) a písmo Harappské kultury (harappské písmo) pochází z doby, kdy už se písmo objevilo v různých civilizacích. Například lineární písmo B obsahuje znaky pro samohlásky, slabiky i logogramy. Mayská literatura také používá kombinované logosylabické mayské písmo. Nejstarším dochovaným písmem Ameriky by mohlo ale být na Cascajalské desce, která byla nalezena u vesnice Cascajal ve státě Veracruz, oblasti, kde byli Olmékové.
Klínové, egyptské i čínské písmo bylo původně psáno ve svislých sloupcích. Podle historických záznamů se v Číně používalo starší uzlové písmo. Jihoamerické písmo kipu je záznamem uzlů na svislých šňůrkách, nejstarší je  5000 let staré.
Protosinajské písmo se stalo základem pro fénické písmo (podobnost znaků s egyptským písmem). To bylo základem dalších abeced (hebrejské, řecké, latinské, arabské).
Písmo je úzce spjato s náboženstvím. V teokratickém Egyptě ho podle mytologie vynalezl bůh Thovt (hiera glyfé – „posvátný znak, symbol“). Bible je označována za Písmo svaté.
Rozšíření písma je také úzce spjato s dostupností vhodného materiálu na zaznamenání. Nejprve bylo zaznamenáváno na pevný materiál (kámen, keramika), později na ohebný (papyrus, papír, pergamen), jehož výroba byla státním monopolem či i tajemstvím.
Jednotnosti písma bylo dosahováno centrální mocí. Například to byl první čínský císař Čchin Š'-chuang-ti, dále první středověký římský císař Karel Veliký, který zavedl karolinské minuskuly. Hlaholice byla zavedena knížetem Rostislavem po svolení od byzantského císaře Michala III. Zcela nově vznají písma jen zcela ojediněle, jako korejské písmo. 
Dané písmo se muselo učit, takže jsou s ním úzce spjaty dějiny pedagogiky a školství.
Písmo nebo jeho varianty uměle vznikají i v moderní době buď pro jazyky jako je inuktitutština či čerokézština nebo z jiných důvodů jako je Braillovo písmo, těsnopisy, mezinárodní fonetická abeceda.

## Logografická (slovní) písma
Logografická písma jsou složená z logogramů, ve kterých každý znak reprezentuje jedno slovo (přesněji morfém), např. čínské znaky. Protože slov je opravdu mnoho, nutnost memorování (učení se nazpaměť) velkého počtu logogramů a jejich významů jsou hlavní nevýhody logografických systémů v porovnání s alfabetickými (abecedními). Ale protože význam je obsažený v symbolu, stejný logografický systém může teoreticky být použit na reprezentaci různých jazyků. V praxi je to možné jen pro velmi blízké jazyky jako dialekty čínštiny, protože syntaktická omezení redukují portabilitu (přenositelnost) daného logografického systému. Korejština i japonština používají čínské logogramy ve svých písmech a mnoho symbolů má stejný význam v různých jazycích. Ale jsou různé od čínštiny natolik, že čínský text není pro japonského nebo korejského čtenáře lehce srozumitelný.
I když většina jazyků nepoužívá kompletní logografická písma, používají v textech logogramy, nejběžněji arabské číslice (indického původu) – každý uživatel těchto symbolů rozumí co znamená 1, i když to vyslovuje v různých jazycích různě: jedna, one, eins, uno nebo ichi. 
Současně hláskovými znaky (písmeny) i logogramy jsou číslice římské, iniciály měr a jejich násobků, znaky zvláštních konstant (e, π, matematické znaky pro veličiny (geometrikých prvků, stran, úhlů atp.) i znaky užívané pro vyšší číselné soustavy – zejména šestnáctkovou a dvaatřicítkovou. 
Stejně se používají i další značky, jako srdíčko, paragraf (§), procento, promile, znaky měn, různé varianty křížku (+, †, ×, #), matematické a logické znaky, znak „et“ (ampersand) & (používaný ve významu spojky, česky a, latinsky et atp.) a zavináč (anglicky „at sign“) @ , používaný v mnoha kontextech pro při. V elektronické korespondenci se dále zavedly mnohé logogramy nálady, ale i jiných významů – emotikony a „smajlíci“. 
Za obdobu logogramů lze považovat i interpunkční znaménka včetně mezery (rozdělující slova). Neznamenají sice slova, ale jsou součástí písem a nesou mezinárodně srozumitelnou informaci.
Logogramy se někdy nazývají ideogramy – slovo označující symboly, které graficky reprezentují abstraktní myšlenky, ale lingvisté se tomuto použití vyhýbají, protože čínské znaky jsou často sémanticko-fonetické (fonetika=hláskosloví) sloučeniny, symboly obsahující element reprezentující význam a element reprezentující výslovnost. Někteří lingvisté rozlišují mezi lexigrafií a ideografií, kde symboly v lexigrafiích reprezentují slova a symboly v ideografiích reprezentují slova nebo morfémy.
Nejdůležitější a jediné přežívající logografické písmo je čínské, jehož znaky jsou v různé míře (zpravidla pro výrazy převzaté z čínštiny) používané navíc s různým stupněm modifikace v jiných východoasijských jazycích, např. japonštině, korejštině nebo vietnamštině. Starověké egyptské hieroglyfy a částečně i písmo Mayů jsou též logografické systémy, ale už se nepoužívají. A naopak v čínštině se rozšířilo souběžně hláskové písmo pchin-jin.
Kompletní seznam písem – včetně logografických – obsahuje článek Seznam písem.

## Sylabická (slabičná) písma
Slabičná písma dělíme na sylabarie a abugidy. Kompletní seznam slabičných písem obsahuje článek Seznam písem.

### Sylabarie
Sylabarie je sada napsaných symbolů reprezentujících (nebo aproximujících) slabiky, které tvoří slova. Symbol v sylabarii typicky reprezentuje zvuk souhlásky následovaný zvukem samohlásky nebo jen samotnou samohláskou. V pravé sylabarii není systematická grafická podobnost mezi foneticky souvisejícími znaky (i když některé mají grafickou podobnost pro samohlásky). Tedy např. znaky pro „ke“, „ka“ a „ko“ nemají podobnost na indikaci jejich společné souhlásky „k“.
Sylabarie jsou nejvhodnější pro jazyky s relativně jednoduchou slabikovou strukturou, typické např. pro východní Asii, jako jsou korejština nebo japonština. Jiné příklady jazyků používajících slabikové psaní jsou mykénská řečtina (lineární písmo B) a písma původních amerických jazyků, např. abeceda kmene Čerokíové. Některé jazyky starověkého Blízkého východu používaly formy klínového písma, které je sylabarií s některými neslabikovými elementy.
Některé jazyky – například indoevropské (čeština, angličtina atd.), ale i jiné – užívají komplexní slabikové struktury s relativně velkou zásobou samohlásek a zejména složených skupin souhlásek. Proto je pro psaní v takových jazycích slabičné písmo nevhodné. Každá možná slabika by musela mít vlastní symbol. Počet možných slabik v japonštině není větší než asi sto, ale v těchto evropských jazycích je jich mnoho tisíc a jejich písmo by tak svou složitostí muselo být podobné čínskému písmu.

### Abugida
Abugida oproti sylabarii má grafémy typicky reprezentující slabiku, ale znaky reprezentující související zvuky jsou podobné i graficky, zejména to mohou být:
- společná souhlásková báze je označena více nebo méně jednotným způsobem
- reprezentace samohlásky v slabice může být jednotná

A obdobně jako ligatura spojuje původně samostatná písmena do společného znaku, vytvářejí (případně v minulosti vytvořily) složky výsledný slabičný znak. Čistým příkladem takového systému písma je korejské písmo hangul, který skládá znaky pro slabiky z písmen hláskové abecedy jamo.

## Hlásková (abecední, alfabetická) písma
Nejrozšířenější typ písma. Používají ho téměř všechny nynější jazyky buď jako hlavní, anebo pro přepis pro cizince, např. pchin-jin pro čínštinu.
Užívá samostatné znaky pro jednotlivé hlásky, elementární prvky mluvené řeči. Znakově, graficky je nejjednodušší možností, postačí jen několik desítek znaků (písmen). Pro další úsporu znaků se používají i jejich kombinace, zvané spřežky, v češtině je taková spřežka „ch“, dříve jich bylo více, např. „cz“ (č); spřežky mohou být i z více, než dvou znaků, např. německé „tsch“ pro hlásku č. Jinou častou možností je opatření základních latinských znaků příznaky, diakritikou, např. v češtině háčky a čárky nad základním znakem.
První hlásková písma byla již mezi klínovými písmy, např. ugaritské, ač většina klínových písem byla slabičná nebo poloslabičná.
Nejrozšířenější jsou písma založená na písmu starořímském (latince), resp. na jeho předchůdci, písmu starořeckém, které navázalo na písmo fénické. Z fénického základu vychází i většina ostatních hláskových písem – jak písma semitská (arabské, hebrejské), na která navázala s vlivem islámu i písma středoasijská, tak i písma jihoasijská, např. indická. Pro některé jazyky vzniklo písem více – původní (starobylé) a novodobé, zpravidla založené na latince nebo na cyrilici.
Znaky jsou seřazovány pro jednotlivé jazyky do vzorových řad s ustáleným pořadím znaků (hlásek), zpravidla nazvaných podle prvních znaků, např. česky abeceda, řazení cyrilice je v Rusku, Ukrajině a Bělorusku nazýváno azbuka. Tyto názvy se pak často používají i pro samotné písmo jako celek.
Kromě hláskových znaků se používají jednak logogramy, zejména číslice, a jednak pomocné (organizační) znaky, nazývané interpunkční, např. mezera, tečka, pomlčka, apostrof, rovnítko či vlnovka. Interpunkční využití mají také rozlišení stejného písma na dvě varianty – „malá a velká abeceda“ čili minuskule a majuskule (verzálky). Pro účely ručního psaní se vyvinuly ještě verze psací obou variant abecedy.
Logografickým (významovým) principem se pak řídí některá významová rozlišení podle velikosti či pozice znaků pro méně běžné odborné účely, jako jsou mocniny nebo indexy. Rovněž jednotlivé hláskové znaky se používají pro některé významy jako zkratky, značky
- chemických prvků (C – uhlík),
- fyzikálních veličin, jejich jednotek a násobků či dílů, např. „l“ = délka, „m“ = metr nebo hmotnost, „kPa“ = kilopascal.

## Písmo, typografický objekt
Návrhem různých grafických podob jednotlivých písmen či celých abeced respektive znakových sad se zabývá výtvarný obor nazývaný typografie, dnes velmi často v počítačové podobě.